# Никитский (посёлок)
Никитский — посёлок  в составе Ямского сельского поселения Болховского района Орловской области.  Население 14 человек (2010), 10 человек (к 2018 г.). 

## География
Деревня расположена в центральной части Среднерусской возвышенности в лесостепной зоне, на севере Орловской области. Уличная сеть состоит из одного географического объекта: ул. Цветочная.
Климат
близок к умеренно-холодному, количество осадков является значительным, с осадками в засушливый месяц. Среднегодовая норма осадков — 627 мм. Среднегодовая температура воздуха в Болховском районе — 5,1 °C.

## Население
| 2010 |
| ---- |
| 14   |

Возрастный состав
По данным администрации Ямского сельского поселения, опубликованным в 2017—2018 гг., в деревне Никитский проживают 10 жителей, среди них 3 человека до 16 лет, 1 человек от 16 до 29 лет, 4 человека от 29 до 55 лет, 2 человека старше 
трудоспособного возраста
Национальный состав
Согласно результатам переписи 2002 года, в национальной структуре населения
русские составляли 100 % от общей численности населения в 14 жителей

## Инфраструктура
Было развито сельское хозяйство.

## Транспорт
Просёлочные дороги.